# Acantharachne cornuta
Acantharachne cornuta är en spindelart som beskrevs av Albert Tullgren 1910. Acantharachne cornuta ingår i släktet Acantharachne och familjen hjulspindlar. Inga underarter finns listade i Catalogue of Life.